# پائول چامبرلین
 پائول چامبرلین (انگلیسی: Paul Chamberlin؛ زاده ۲۶ مارس ۱۹۶۲) یک تنیس باز حرفه ای سابق اهل ایالات متحده آمریکا است.
پس از بازی تنیس کالج در دانشگاه آریزونا، در ژانویه 1990 به بالاترین رنکینگ انفرادی ATP خود در رتبه 46 جهان رسید.
چمبرلین در ویمبلدون در سال 1989 با شکست دادن گری مولر، توماس هوگستد، نیک فولوود و لیف شیراس به مرحله یک چهارم نهایی ویمبلدون راه یافت و سپس به قهرمان نهایی بوریس بکر شکست خورد.